# Elecciones generales de Suecia de 1948

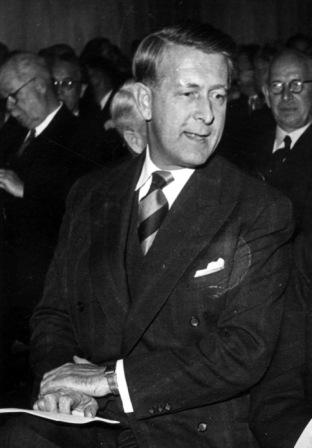
Imagen fotográfica de Bertil Ohlin en Arosmässan en Västerås a finales de 1950

Las elecciones generales de Suecia fueron realizadas  el 19 de septiembre de 1948. A pesar de que hubo una campaña masiva realizada por la prensa sueca en contra de los seguros sociales, el comercio exterior controlado y las regulaciones de racionamiento que aun permanecían vigente después de la ya finalizada Segunda Guerra Mundial, el Primer ministro y líder socialdemócrata Tage Erlander logró derrotar a la oposición liderada por el líder del Partido Popular Liberal, Bertil Ohlin, debido a una altísima participación electoral. Mantuvo su gobierno con sólo pérdidas menores y el Partido Socialdemócrata se posicionó como el partido más grande, obteniendo 112 de los 230 escaños en la Segunda Cámara del Riksdag. Erlander permanecerá como Primer ministro hasta 1969, de la que entre 1951 y 1957, incluirá en su gobierno al Partido del Centro.

## Resultados
| Partido                          | Votos     | %    | Escaños | +/– |
| -------------------------------- | --------- | ---- | ------- | --- |
| Partido Socialdemócrata          | 1 789 459 | 46.1 | 112     | –3  |
| Partido Popular Liberal          | 882 437   | 22.7 | 57      | +31 |
| Partido del Centro               | 480 421   | 12.4 | 30      | –5  |
| Partido de la Coalición Moderada | 478 786   | 12.3 | 23      | –16 |
| Partido de la Izquierda          | 244 826   | 6.3  | 8       | –7  |
| Otros partidos                   | 3 062     | 0.1  | 0       | 0   |
| Votos en blanco/nulos            | 16 170    | –    | –       | –   |
| Total                            | 3 895 161 | 100  | 230     | 0   |
| Participación electoral          | 4 707 783 | 82.7 | –       | –   |
| Fuente: Nohlen & Stöver          |           |      |         |     |